# Beñesmen
Beñesmen o Beñesmer va ser el nom que els aborígens guanxes van donar al mes d'agost, que era també la festa de la collita celebrada a aquest mes.
Era el festival més important dels antics aborígens de les Illes Canàries, principalment de l'illa de Tenerife. Era la festa de la collita i era considerada el "Any Nou", que coincidia amb la recol·lecció de la collita. Se celebrava durant la primera lluna d'agost.
En aquesta època de l'any es distribuïen les terres i àrees de ramaderia i pesca. També s'ofrenaven els productes de la collita als déus, també ofrendaban llet i mel.
El festival del Beñesmen va ser cristianitzat en la festivitat de la Verge de Candelaria (patrona de les Illes Canàries) el 15 d'agost.